# Denis Henri Alfred d'Amboix de Larbont
Denis Henri Alfred d'Amboix de Larbont (4 mars 1841 - 12 décembre 1926) est un général de division français associé à la Guerre franco-allemande de 1870.

## Biographie
Denis Henri Alfred d'Amboix de Larbont est né le 4 mars 1841 à Le Mas-d'Azil (Ariège) au Château du Val Larbont et meurt le 8 décembre 1939 à Paris.
Il est le fils d'Alfred d'Amboix de Larbont (1812-1880), et de Marie-Thérèse de Chapel (1816-1889).
Il épouse Célestine de Pourtalès le 30 octobre 1872 dont 2 enfants, parmi lesquels Roger d'Amboix de Larbont (1876-1953), qui participe à la Première guerre mondiale.
Il appartient à une famille protestante de la noblesse française. Il fera une conférence dans sa ville de naissance le 20 octobre 1912 sur Le Siège du Mas-d'Azil en 1625.
Il est l'auteur d'un ouvrage Le Siège du Mas-d'Azil en 1625 réédité chez Lacour en 2003.

### Grades
- 6 novembre 1861 élève à Saint-Cyr
- 1er octobre 1863 sous-lieutenant
- 6 janvier 1866 lieutenant
- 24 décembre 1869 capitaine
- 20 décembre 1880 chef de bataillon
- 28 décembre 1889 lieutenant-colonel
- 22 mars 1893 colonel
- 21 janvier 1898: général de brigade
- 24 mars 1902: général de division

### Postes
- 21 janvier 1898: commandant de la 44e Brigade d'Infanterie et de la subdivision de région de Quimper et commandant de la subdivision de région de Brest
- 25 juillet 1899: commandant de la 17e Brigade d'Infanterie et commandant des subdivisions de région d'Auxerre et de Montargis
- 24 mars 1902: en disponibilité.
- 2 avril 1902: commandant de la 25e Division d'Infanterie et des subdivisions de région d'Aurillac, du Puy-en-Velay, de Saint-Étienne et de Montbrison
- 27 janvier 1905: en disponibilité
- 1er août 1905: membre du Comité technique de la Cavalerie
- 17 janvier 1906: en disponibilité
- 5 mars 1906: placé dans la section de réserve

## Distinctions

### Décorations françaises
- Commandeur de la Légion d'honneur (décret du 11 juillet 1903)[2].
  -  Officier de la Légion d'honneur (décret du 27 décembre 1884)
  -  Chevalier de la Légion d'honneur (décret 15 octobre 1872)
- Médaille coloniale (agrafe Tunisie)
- Médaille Commémorative de la Guerre de 1870

### Décorations étrangères
- Commandeur du Nicham Iftikhar ( Tunisie /  France)